# Odette Laurent-Lucas-Championnière
Odette Laurent-Lucas-Championnière, née le 18 octobre 1892 à Rosny-sous-Bois et morte le 21 octobre 1964 au château de Prépatour, Naveil (Loir-et-Cher), est une psychanalyste française.

## Biographie
Odette Madeleine Maugé naît le 18 octobre 1892, au sein d’une famille d’artistes. Elle commence ses études de médecine au début de la Première Guerre mondiale. Le 24 octobre 1921, elle épouse Henri Codet, psychiatre et psychanalyste français. Pendant les années 1930, elle assiste aux réunions de la Soroptimist, branche française d’un syndicat américain de femmes de toutes professions.
Dans les années, 1930, elle travaille dans un service de l’Assistance publique et s’occupe de psychothérapies d’enfants dans le service ambulatoire du docteur Édouard Pichon à l’hôpital Bretonneau à Paris,.
En 1931, Odette Codet soutient sa thèse de doctorat de médecine intitulée « Étude d’un régime alimentaire varié chez l’enfant de six à dix-huit mois. ».
En 1936, elle publie « Énurésie, symptôme psychogène » dans L'Évolution psychiatrique. En 1938, alors psychothérapeute d’enfants, elle écrit des études sur l’énurésie et sur l’approche psychothérapeutique de l’enfant. 
En 1939, elle publie un article intitulé « À propos de trois cas d’anorexie mentale ».
Elle devient membre cotisante de la Société psychanalytique de Paris en 1934, puis membre titulaire en 1935. Elle est présidente de la Société en 1959 et membre honoraire en 1963.
En 1940, quand la Société psychanalytique de Paris cesse ses activités en France occupée, Odette Codet continue à exercer en cabinet privé.